# Office Mobile 2010
Office Mobile je uredski programski paket za mobilne uređaje. Inačice su Professional, Classic, i Standard. Uključuje programe Word Mobile, Excel Mobile, PowerPoint Mobile, OneNote Mobile i Outlook Mobile. Programi su kompatibilni sa standardnim paketom Microsoft Office 2010. 
Prva inačica takvog Officea zvala se Pocket Office i predstavljena je u travnju 2000. Office Mobile 2010 je na tržištu od 12. svibnja 2010. 

## Vanjske poveznice
- Microsoft Office Mobile
- Outlook Mobile Team Blog  Arhivirana inačica izvorne stranice od 30. ožujka 2010. (Wayback Machine)